# I matrimoni impensati
I matrimoni impensati ossia La bella Greca és una òpera en dos actes composta per Domenico Cimarosa. S'estrenà al Teatro Valle de Roma el carnestoltes de 1784.